# Elezioni parlamentari in Finlandia del 1908
Le elezioni parlamentari in Finlandia del 1908 si tennero l'8 aprile per il rinnovo dell'Eduskunta, sciolta arbitrariamente dallo zar offeso dall’atteggiamento poco rispettoso del capo del parlamento Pehr Evind Svinhufvud.

## Risultati
| Liste                                | Voti    | %     | Seggi |
| ------------------------------------ | ------- | ----- | ----- |
| Partito Socialdemocratico Finlandese | 310.826 | 38,40 | 83    |
| Partito Finlandese                   | 205.892 | 25,44 | 55    |
| Partito dei Giovani Finlandesi       | 115.201 | 14,23 | 26    |
| Partito Popolare Svedese             | 103.146 | 12,74 | 24    |
| Lega Agraria                         | 51.756  | 6,39  | 10    |
| Unione Operaia Cristiana Finlandese  | 18.848  | 2,33  | 2     |
| Altri                                | 3.772   | 0,47  |       |
| Totale                               | 809.441 |       | 200   |